# 電子タトゥー
電子タトゥー（でんしタトゥー、英語: electronic tattoo）は、人間や動物の皮膚や、衣服などに貼り付けるなどして、スマートフォンなどのスマートデバイスと連動して用いることを想定したウェアラブルデバイスの一種。2013年11月にモトローラが喉元に絆創膏のように貼るタイプのものを特許申請したことで注目を集めた。モトローラが特許申請したものは、「切手とばんそうこうの中間程度」の大きさで、音声の入力を鮮明にできる他、「皮膚表面の電気抵抗を計測することで、うそ発見器としても使える」とされる。
また、イリノイ大学アーバナ・シャンペーン校の研究グループは、人間の皮膚に印刷し、「タトゥーシール」のように洗い落とすことが可能な回路を実現し、さらにそれを簡単な薬剤のスプレーによって皮膚の上に永続的に定着させる手法も開発している。この方法は、病気の患者の健康状態を、心拍数などのデータを記録して把握する手段として有効と考えられており、さらに、赤ん坊などの胸部に貼り付けてデータを記録する手段として、近い将来において普及が進むだろうとする見方もある。